# Czirson

Herb Czirson według Żernickiego, Nowego Siebmachera i Ostrowskiego

Herb Czirson według Uruskiego i Ledebura

Herb Cyrzan II a

Czirson (Cyrzan II, Cerzan, Cirson, Cyrson, Czirzon, Czyrson, Lew VII, Szyrsam, Zirsam, Zürson, Zürson-Studziński, Czyrzan-Studziński, Studziński, Studzieński, Studzinski, Czirson-Studziński, Czyrzan Studziński, Lew odmienny) – kaszubski herb szlachecki, według Przemsyława Pragerta odmiana herbu Lew.

## Opis herbu
Herb występował przynajmniej w trzech wariantach. Opisy z wykorzystaniem zasad blazonowania, zaproponowanych przez Alfreda Znamierowskiego. Zestawienia dokonał Przemysław Pragert:
Czirson (Cyrzan II, Cerzan, Cirson, Cyrson, Czirzon, Czyrson, Lew VII, Szyrsam, Zirsam, Zürson, Zürson-Studziński, Czyrzan-Studziński, Studziński, Studzieński, Studzinski, Czirson-Studziński, Czyrzan Studziński, Lew odmienny): W polu czerwonym lew srebrny, wspięty, trzymający w prawej łapie miecz, w lewej koronę. Klejnot: nad hełmem w koronie pół lwa jak w godle. Labry czerwone, podbite srebrem.
Według Uruskiego (Rodzina. Herbarz szlachty polskiej) i Ledebura (Adelslexikon der preussche Monarchie von...) wariant ten ma w klejnocie trzy pióra strusie.
Cyrzan IIa (Czyrson, Szyrsam, Zürson, Czyrzan-Studziński, Studziński odmienny, Studzieński, Studziński, Czyrzan-Studziński, Lew odmienny): Pole błękitne, lew złoty, w koronie, labry błękitne, podbite złotem.

## Najwcześniejsze wzmianki
Wariant podstawowy wymieniają Emilian Szeliga-Żernicki (Der polnische Adel, Die polnischen Stamwappen), Nowy Siebmacher (jako Studziński II, Zürson II), Winckler (Die nationalitaten Pomerellens), Ledebur (Adelslexikon der preussichen Monarchie von...) i Juliusz Karol Ostrowski (Księga herbowa rodów polskich, jako Studziński I). Odmianę przytoczył Ostrowski (jako Studziński II) oraz Nowy Siebmacher (Studzinski).

## Herbowni
Czirson (Cyrzan, Cerzan, Cierszan, Cirson, Cirzon, Cyrsan, Cyrson, Cyrzon, Cyzon, Cyżon, Czerson, Czirson, Czirzen, Czürson, Czyrson, Czyrzan, Szyrsam, Zirsam, Zirsen, Zirson, Zurson, Zürsohn, Zürson). Rodzina przyjmowała też niekiedy nazwiska odmiejscowe: Dąbrowski, Gostkowski, Studziński, Jeleński.
Herb z lwem miał przynależeć gałęziom ze Studzienic i Gostkowa, o nazwiskach Studziński i Gostkowski. Rodzina z Osławy Dąbrowy i Dąbrowy Czarnej, a więc być może nazwiska Dąbrowski, miała używać herbu Czirson II.
Herb gałęzi o nazwisku Jeleński nie jest znany.
Tadeusz Gajl wymienia jeszcze inne rodziny mające używać tego herbu (w wersji z klejnotem tautologicznym): Darzyk (Darzyński), Paczki, Służewski (Szłochow). To oczywiście przeczy faktowi, podawanemu przez Pragerta że herb ten miał być herbem własnym Czirsonów. Ponadto, Pragert przytacza nieco inne, choć zbliżone treścią (co mogło być źródłem pomyłki wcześniejszych autorów) herby dla Darzyków, Paczków i Służewskich.
Innym kaszubskim Studzińskim przypisywano następujące herby: Hołobok, Łabędź, Kujk, Paszk IIa, Paszk IIb i Szpot IIa.